# Chapelle Notre-Dame del Pilar de Salles
La chapelle Notre-Dame del Pilar, également connue sous le nom de chapelle Notre-Dame de l’arbrisseau, est un édifice religieux catholique sis sur la route allant de Salles à Chimay, en Belgique. Construite au milieu du XVIIe siècle en accomplissement d’un vœu religieux elle attire les pèlerins, particulièrement lors de la procession septennale du mois de septembre.

## Histoire
La tradition locale rapporte qu’un officier espagnol, Don Sanchez de Aguilar, rescapé de la bataille de Rocroi (1643), promit d’élever une chapelle à Notre-Dame si celle-ci venait au secours de sa compagnie militaire.
Une trentaine d’années plus tard (en 1677) le curé de Salles, François Fostier, érigea la chapelle pour y recevoir une statue de 'Notre-Dame del Pilar' (Vierge du Pilier), apportée de Saragosse (Espagne) où elle est tenue en grande vénération dans une basilique (la basilique Notre-Dame del Pilar) qui lui est dédiée. Le ‘pilier’ est celui sur lequel la Vierge Marie se tenait lors d’une apparition (légendaire) à l’apôtre Jacques. Caractéristiquement la statue de la Vierge se trouve au sommet d’un pilier encastré dans la façade de l’édifice. 

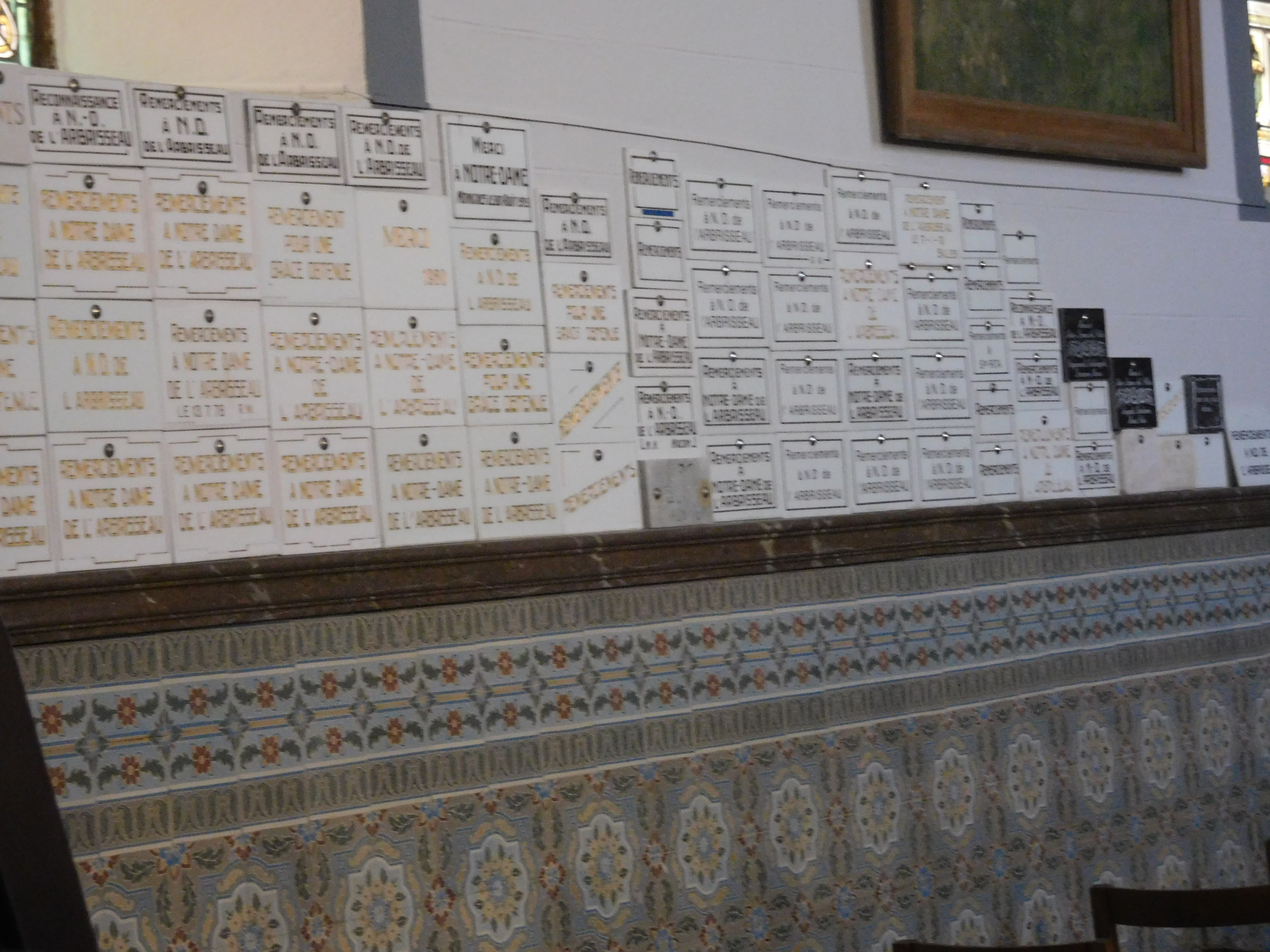
Ex-votos sur un mur intérieur de la chapelle

Peu après l’ouverture au culte de l’édifice une première procession est organisée. Depuis lors, tous les sept ans – le premier dimanche de septembre - une procession religieuse est organisée qui se rend de l’église paroissiale de Salles à la chapelle. Elle est un moment important du folklore régional.
C'est lors d'une de ces processions que l'ambassadeur d'Espagne a prononcé un discours en 1968.
Pour des raisons inconnues la chapelle est également connue sous le nom de Notre-Dame de l’arbrisseau. La grande majorité des ex-voto se trouvant à l’intérieur de la chapelle expriment des ‘Remerciements à Notre-Dame de l’arbrisseau’.

## Chronogramme
Un chronogramme donne la date de son érection: 1677.
1. VIVe IesVs VIVe son sang
2. VIVe Marle VIVe son fLans
3. DVqVeL IesVs treVVa son sang.